# Omar Mascarell
Omar Mascarell González (Santa Cruz de Tenerife, 2 de fevereiro de 1993) é um futebolista espanhol que atua como meia. Atualmente, joga pelo Mallorca.

## Carreira
Omar começou a carreira no Laguna. Em 2010, foi contratado pelo Real Madrid. Além de fazer apenas um jogo na equipe principal, o futebolista também jogou na filial da equipe, o Real Madrid Castilla, e na equipe C. Em 2014, foi emprestado ao Derby County e ao Sporting Gijón. Pouco depois do fim do empréstimo, o futebolista foi vendido para o Eintracht Frankfurt por um milhão de euros.

## Títulos
Eintracht Frankfurt
- Copa da Alemanha: 2017–18[2]